# Uuno Takki
Uuno Kristian Takki (né le 12 avril 1901 à Kotka et mort le 15 septembre 1968 à Helsinki) est un homme politique finlandais,.

## Biographie
Uuno Takki est maire de Lahti de 1938 à 1942, directeur d'Osuustukkukauppa 1942 à 1952 et directeur général de 1952 à 1966.
Il est député du Parti social-démocrate de Finlande de 1945 à 1952 et de 1966 à 1968. Dans les années 1940, il a fermement soutenu la politique d'industrialisation par des entreprises publiques, notamment Neste Oy. 
Uuno Takki est nommé le 24 février 1950 pour poursuivre les négociations commerciales de Moscou en remplacement de Johan Nykopp. 
Il revient des négociations le 13 mars.
Il sera longtemps ministre.
| #   | Gouv.         | Période                | Poste                                       | Parti | Parti |
| --- | ------------- | ---------------------- | ------------------------------------------- | ----- | ----- |
| 32. | Fagerholm I   | 30.7.1948 - 17.3.1950  | Vice-ministre des Affaires étrangères       |       | SDP   |
| 32. | Fagerholm I   | 29.7.1948 - 17.3.1950  | Ministre du Commerce et de l'Industrie      |       | SDP   |
| 31. | Pekkala       | 27.3.1946 - 29.7.1948  | Vice-ministre des Affaires étrangères       |       | SDP   |
| 31. | Pekkala       | 26.3.1946 - 29.7.1948  | Ministre du Commerce et de l'Industrie      |       | SDP   |
| 30. | Paasikivi III | 15.6.1945 - 26.3.1946  | Vice-ministre du Commerce et de l'Industrie |       | SDP   |
| 30. | Paasikivi III | 17.4.1945 - 26.3.1946  | Vice-ministre des Affaires économiques      |       | SDP   |
| 29. | Paasikivi II  | 17.11.1944 - 17.4.1945 | Ministre de l'Éducation                     |       | SDP   |
| 28. | Urho Castrén  | 21.9.1944 - 17.11.1944 | Ministre du Commerce et de l'Industrie      |       | SDP   |
| 27. | Hackzell      | 8.8.1944 - 21.9.1944   | Ministre du Commerce et de l'Industrie      |       | SDP   |
| 26. | Linkomies     | 5.3.1943 - 8.8.1944    | Ministre du Commerce et de l'Industrie      |       | SDP   |
| 25. | Rangell       | 22.5.1942 - 5.3.1943   | Ministre du Commerce et de l'Industrie      |       | SDP   |